# Christopher Luxon
Christopher Mark Luxon (* 19. července 1970 Christchurch, Nový Zéland) je od listopadu 2023 premiérem Nového Zélandu. Od roku 2021 je předsedou novozélandské Národní strany. V letech 2021 až 2023 byl vůdcem novozélandské opozice vůči vládám Jacindy Ardernové a Chrise Hipkinse. Od roku 2020 je členem novozélandského parlamentu. V letech 2012 až 2019 působil jako generální ředitel aerolinky Air New Zealand.